# Raoultibacter massiliensis
Raoultibacter massiliensis es una bacteria grampositiva del género Raoultibacter. Fue descrita en el año 2022, es la especie tipo. Su etimología hace referencia a Massilia, nombre en latín de la ciudad de Marsella, Francia. Es anaerobia y móvil. Tiene un tamaño de 0,4-0,6 μm de ancho por 0,8-1,2 μm de largo. Forma colonias transparentes en agar sangre tras 48 horas de incubación. Temperatura de crecimiento óptima de 37 °C. Catalasa positiva y oxidasa negativa. Tiene un genoma de 3,6 Mpb y un contenido de G+C de 59%. Se ha aislado de heces humanas en Arabia Saudita. 